# 坂本睦子
坂本 睦子（さかもと むつこ、1915年 - 1958年4月15日）は、大岡昇平の小説『花影』のモデルとなった女性。銀座の文壇バーのホステスで、多くの文化人と関係を持った。

## 略歴
静岡県三島市生まれ。孤児同然に育った不幸な生い立ちで、1930年、銀座のバー「はせ川」へ女給として出て、直木三十五に口説かれて処女を奪われたという。1931年、青山二郎が出資した銀座のバー「ウィンゾア」に出て、坂口安吾と中原中也が彼女を争ったという。その後、1932年から1936年まで安吾の愛人だったとされるが、菊池寛にも庇護され、小林秀雄に求婚されて、いったんは受け入れたが睦子が破棄し、オリンピックの選手と京都へ駆け落ちしたという。
その後東京へ戻り、番衆町の喫茶店「欅」に勤めたあと、1935年、工場主をパトロンとして銀座に「アルル」という自分の店を持った。時に二十歳。1938年頃から河上徹太郎の愛人となって長く続いた。戦後、1947年からまた銀座へ出て、バー「ブーケ」で働く。1949年には、青山二郎が睦子のアパートに住んでいたこともある。1950年、青山が命名した「風（プー）さん」が開店し、ここに勤めている時、作家としてデビューしたての大岡昇平と関係ができ、大岡のアメリカ留学を挟んで八年近く愛人関係にあった。その後睦子は「ブーケ」の支店「ブンケ」に出ている。しかしために大岡は夫人の自殺未遂のようなことがあって何度か別れを考えたという。
こうした男の文学者、文化人のみならず、宇野千代、白洲正子とも親しかったが、1957年ころ、大岡と別れ、一年後、自室で睡眠薬自殺を遂げた。直後に白洲は『文藝春秋』8月号に「銀座に生き銀座に死す－昭和文学史の裏面に生きた女」という追悼文を書いた（『行雲抄』所収）。墓所は三島市林光寺。

## 『花影』のモデルとして
報せを受けて駆けつけた大岡は号泣していたというが、『中央公論』8月号から、睦子をモデルとしてに『花影』の連載を始めた。当初は6月開始の予定だったが2ヶ月遅れたという。そのエピグラフは、むしろ睦子を引き受けなかった青山を責めるものになっている。1959年8月号で完結すると、『群像』9月号の合評会で、河上徹太郎、平野謙、高見順がこれを評したが、河上は自身の愛人だった女だけに歯切れが悪く、奇妙な座談会になっている。しかし『花影』は単行本になると、新潮社文学賞と毎日出版文化賞を受賞した。
1961年に「純文学論争」が起きると、高見順は「純文学の過去と現在」（『新潮』1962年2月号）で『花影』を批判し、「私はあの小説のヒロインのモデルになつた女性を知つてゐる。小林秀雄も、いや彼のはうがもつと詳しく知つてゐる（略）河上徹太郎も葉子のモデルになつた女性を知つてゐる。ひよつとすると大岡昇平よりも、もつとよく知つてゐる。さうした河上徹太郎や小林秀雄があの小説をかういふふうに褒めてゐるのはあくまで小説評である。（略）しかし大岡昇平が彼の「直接経験」を『花影』のやうな「詩的ヴィジョン」的小説で書いたことに疑問がなかつたか。私は疑問を呈したいのだ。（略）心の修羅場－－小説としてはもつとも面白いところである。大岡昇平などの舌なめずりして書きたがるに違ひないところである。（略）どうしてこのもつとも面白いところを書かなかったのか。（略）しかしそれを書くことは、実生活の上でいろいろ差し障りがあつて、おそらく不可能だらう。だつたら、あの女性のことを何もわざわざ小説で書くことはないのだと私は思ふ。（略）書けないのは当り前だと思ふが、ひとたび書くと心にきめた以上、あんな体裁のいい「ありきたりの風俗小説になりかねない」やうな小説を書く手はないのだ。」と書いている。
『花影』のモデルが大岡の愛人であるとはっきり述べたのは、巖谷大四の『戦後・日本文壇史』（1964）で、これは文壇周知のことだった。
大岡の死後、白洲は『いまなぜ青山二郎なのか』（1991）で『花影』を批判し、睦子がちゃんと描けていない、肝心の魔性が出ていないとし、青山に対しても大岡の日ごろの恨みを小説で晴らしたようだ、とした。このあたりから、坂本睦子への関心が高まり、久世光彦は睦子をモデルに改めて『女神』（2003）を書いた。
『花影』は1961年に川島雄三監督・池内淳子主演で映画になっている。

## 人物
- 昭和文壇史におけるルー・ザロメのような女性だが、美貌であることは言うまでもない。
- 青山二郎は陸子のことを「自分の頸に綱をつけた悲しい虎が、その手綱をくわえて……本来の女性に立返りたがって彷徨う有り様」と評した[2]。